# Agathia ithearia
Agathia ithearia là một loài bướm đêm trong họ Geometridae.